# ميخا

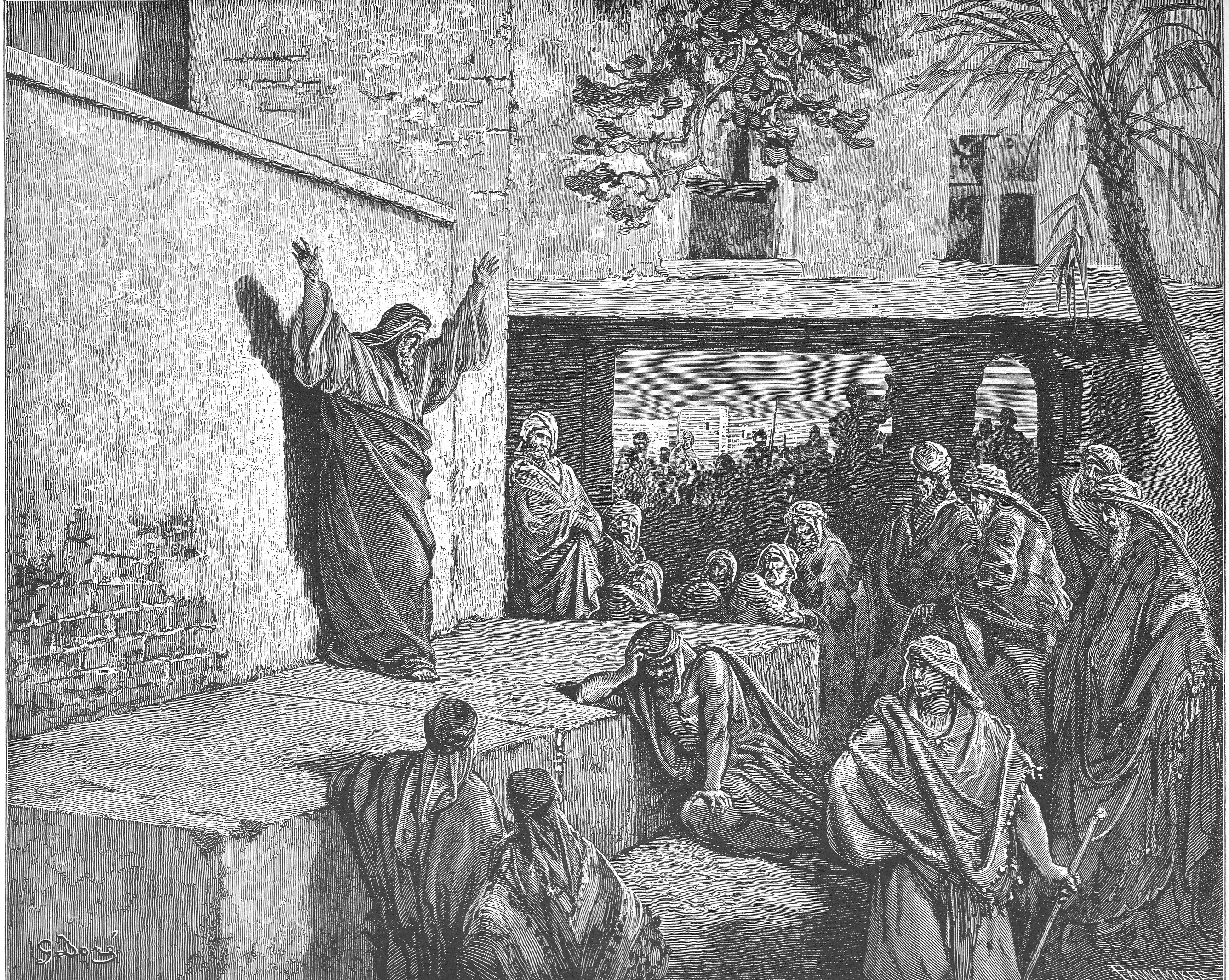
رسمة لميخا النبي من قبل غوستاف دوريه.

ميخا المورشتي (بالعبرية: מִיכָה הַמֹּרַשְׁתִּי) و (بالإنجليزية: Micah)‏ ومعناه باللغة العبرية الشخص الذي يحب الله وهو أحد أنبياء بني إسرائيل تواجد في سنوات 737–696 ق م في مملكة يهوذا وهو كاتب سفر ميخا وقد عاصر أنبياء آخرين معه من إشعياء وعاموس وهوشع وهو واحد من الأنبياء الإثني عشر الصغار المذكورة في التناخ ميخا هو من مورشيث غاث وهي قرية في جنوب يهوذا وقد عاصر ملوك يهوذا من يوثام وآحاز وحزقيا وقد كان له تنبؤات بمصير أورشليم وسقوطها بيد البابليين الكلدان في سنة 587 ق م وذلك سيكون عقاب الله لبني إسرائيل لتركهم عبادته وعدم السلوك كما حصل بسقوط مدينة السامرة بيد الآشوريين عاصمة مملكة إسرائيل (الشمالية)، كما تنبأ بمجئ المسيح وولادته في مدينة بيت لحم وهذا النبي مقدس في ديانات الإبراهيمية اليهودية والمسيحية .